# TAS Suzuki
Il Relentless Suzuki by TAS Racing è un team che partecipa a corse motociclistiche internazionali, con sede a Moneymore, cittadina della County Londonderry in Irlanda del Nord.
La denominazione primaria è quella di TAS Suzuki, che per la stagione 2007 viene sponsorizzato dalla bevanda energetica Relentless, prodotta dalla Coca-Cola. Il proprietario del team è Hector Neill, suo figlio Philip Neill è il general manager.

## Campionati britannici
Nel 2007, Michael Laverty e Ian Lowry hanno corso per la Relentless Suzuki nel Campionato Britannico Supersport, ottenendo: Laverty il titolo con 231 punti totali, frutto di 6 vittorie e 10 piazzamenti totali a podio su 13 gare in calendario e Lowry la seconda piazza nel campionato con 179 punti totali, racimolando 1 vittoria e 7 piazzamenti sul podio, entrambi pilotando una Suzuki GSX-R600.
Nel 2008, prende parte al Campionato Britannico Superbike, con una Suzuki GSX-R 1000 K8 pilotata dal riconfermato Michael Laverty, l'altro pilota riconfermato Ian Lowry, resta nel Campionato Britannico Supersport.

## Gare stradali

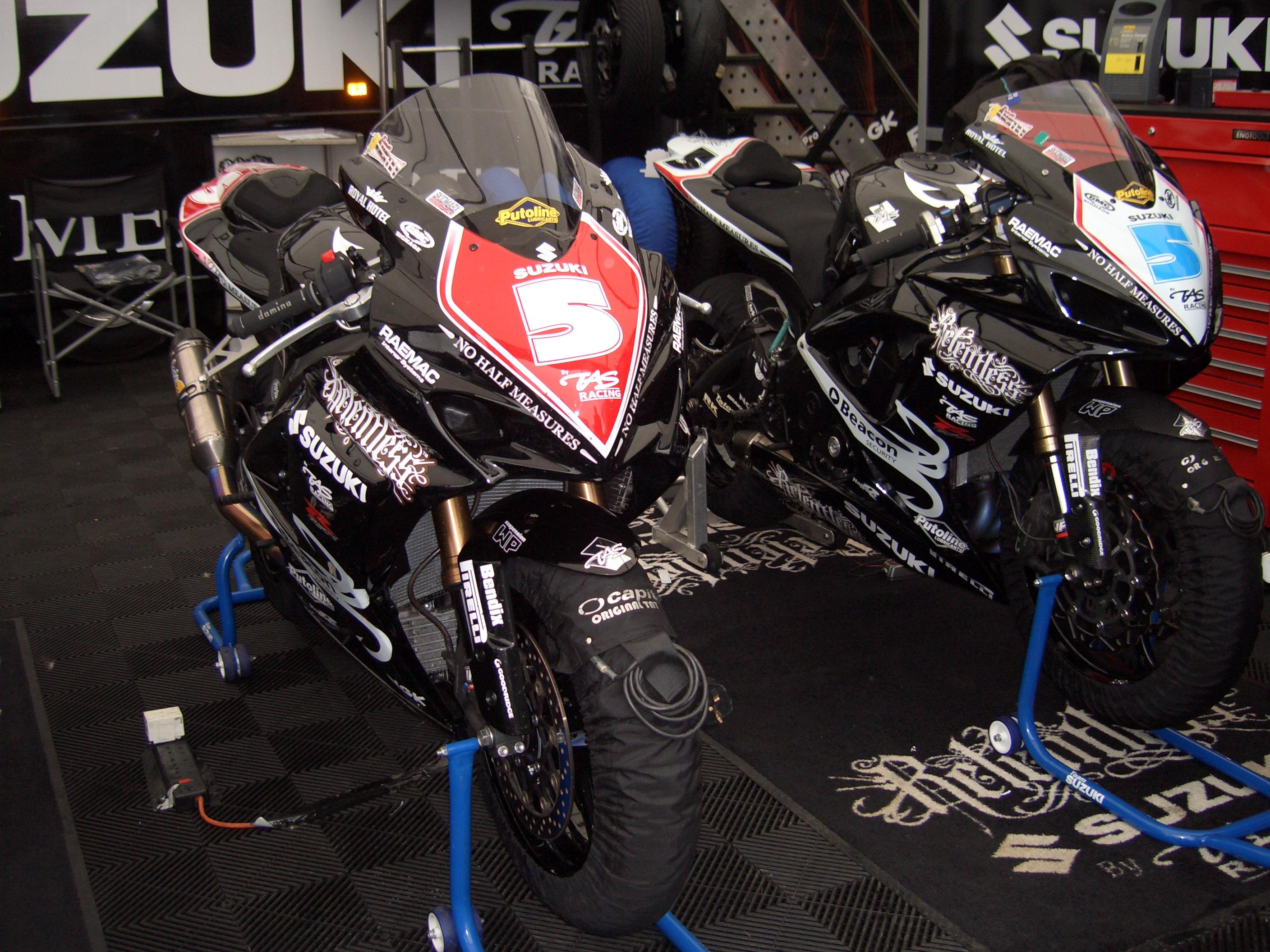
Relentless Suzuki guidata da Bruce Anstey.

Adrian Archibald e Bruce Anstey corrono per la TAS nel 2007.
Alla North West 200, Bruce Anstey ha ottenuto un gran numero di vittorie per la Relentless, e al TT ha vinto un'altra gara Superstock.
Per la stagione 2008, il team ha incaricato il pilota australiano Cameron Donald di correre le gare stradali internazionali e una categoria del campionato britannico.
Philip Neill è stato estremamente contento del nuovo acquisto, dichiarando "Cameron è un talento fenomenale con ottime capacità tecniche. Inoltre ha anche una grande personalità e le "PR skills" per far bene, ovviamente noi siamo felici di averlo con noi per il 2008. Mio padre ed io contiamo di tenerlo in squadra per diverso tempo. Lui quest'anno è stato sfortunato a mancare a diverse gare internazionali a causa di un infortunio, ma lui ha dominato la scena nazionale irlandese nei passati due anni. Il suo secondo posto al TT 2006 TT nella categoria Senior è stato davvero impressionante, specialmente se pensiamo che ha fatto registrare un giro a 128 mph di media alla sua sola seconda apparizione all'Isola di Man".